# ジャコモ・グロッソ
ジャコモ・グロッソ（Giacomo Grosso、1860年5月23日 - 1938年1月14日）は、イタリアの画家である。トリノの美術学校の美術教師を務めた。肖像画や人物画を描いた。

## 略歴
トリノ県のカンビアーノで大工の家の11人兄弟の9番目の息子に生まれた。ジャヴェーノの神学校で学んだ後、カンビアーノ市の奨学金を得て、1873年にトリノの美術学校(Accademia Albertina)に入学し、アンドレア・ガスタルディ(1826-1889)に学んだ。1882年のトリノの美術振興協会展(Esposizione della Società di Incoraggiamento alle Belle Arti)で画家としてデビューし、1884年のトリノのイタリア総合美術展(Esposizione generale italiana)に参加した。1885年に結婚し、2人の子供をもうけた。 1889年から母校のAccademia Albertinaで教師として働き1905年に教授となった。
肖像画家として、多くの有力者の肖像画を描いた。煽情的な裸婦画を描いたことでも知られており、1895年のヴェネチア・ビエンナーレに出展した作品や 1896年の作品などは論議を呼んだ。1901年に南米に旅した後、アルゼンチンから注文を受けるようになり、1910年にブエノスアイレスで開かれた、アルゼンチン建国百周年記念式典のために、マイプの戦いのパノラマ画も制作した。 
1926年に美術雑誌「 L'arte decorativa moderna 」を創刊した彫刻家のレオナルド・ビストルフィの監修で54点のグロッソの作品を展示した展覧会がミラノで開かれた。ファシズム時代の1929年に上院議員に任命され、国からも多くの注文を受けた。1936年にトリノで開かれた個展には、15日間で12万人の来場者が集まったとされる。
1938年にトリノ没した。グロッソの教えた学生には、カルロ・ガウディーナ(Carlo Gaudina: 1878-1937)やロモロ・ベルナルディ(Romolo Bernardi: 1876-1956)、フェリーチェ・カレーナ(Felice Carena: 1879-1966)、アルテューロ・コンテルノ(Arturo Conterno: 1871-1942) やアルゼンチンからの学生、エルネスト・デ・ラ・カルコヴァ(1866-1927)らがいる。

## 作品

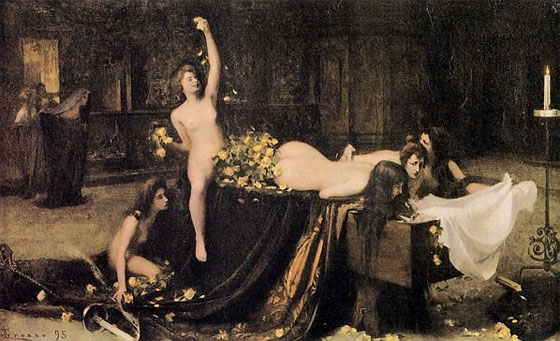
"Supremo convegno" (1895) 火災で喪失
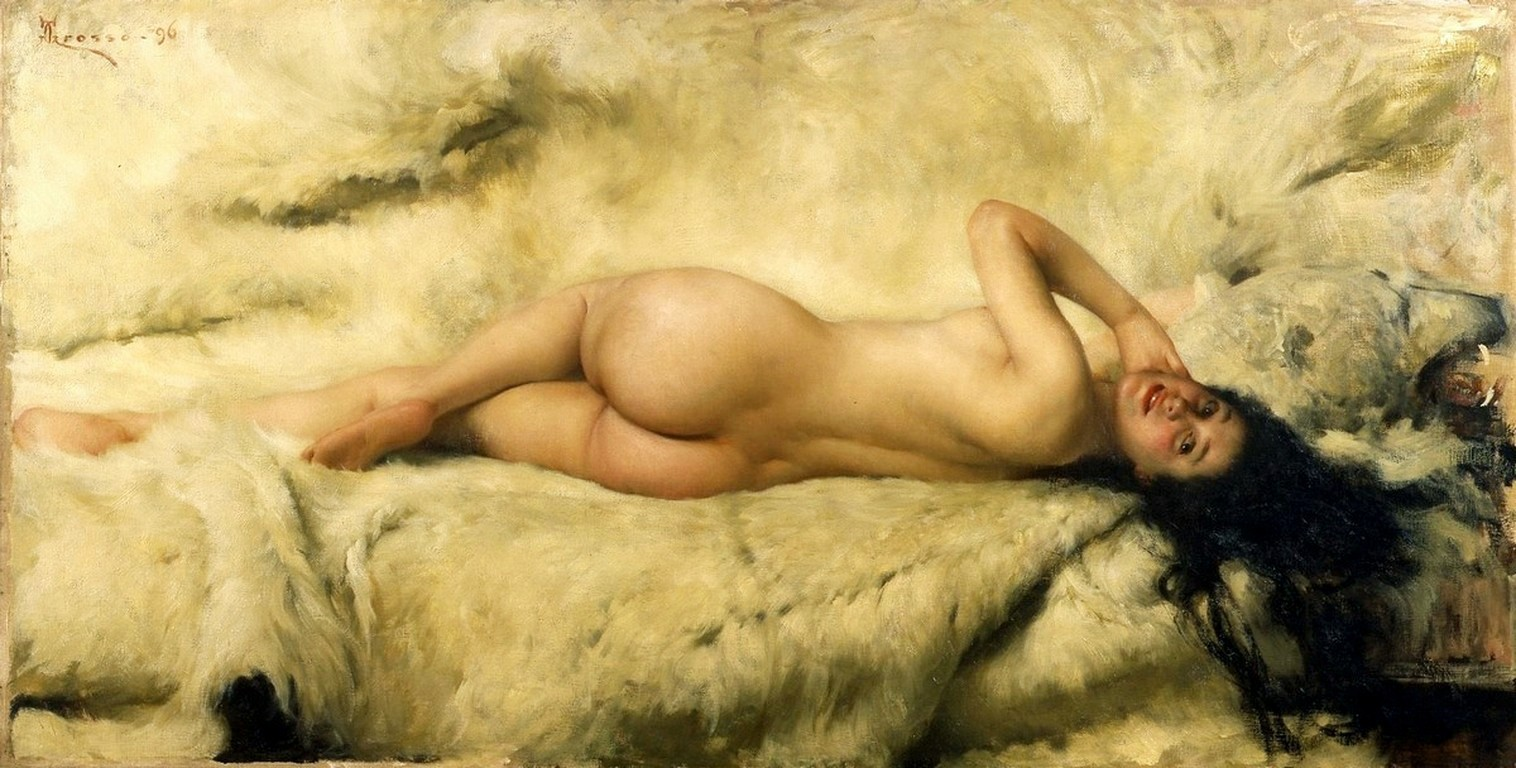
"La nuda" (1896)
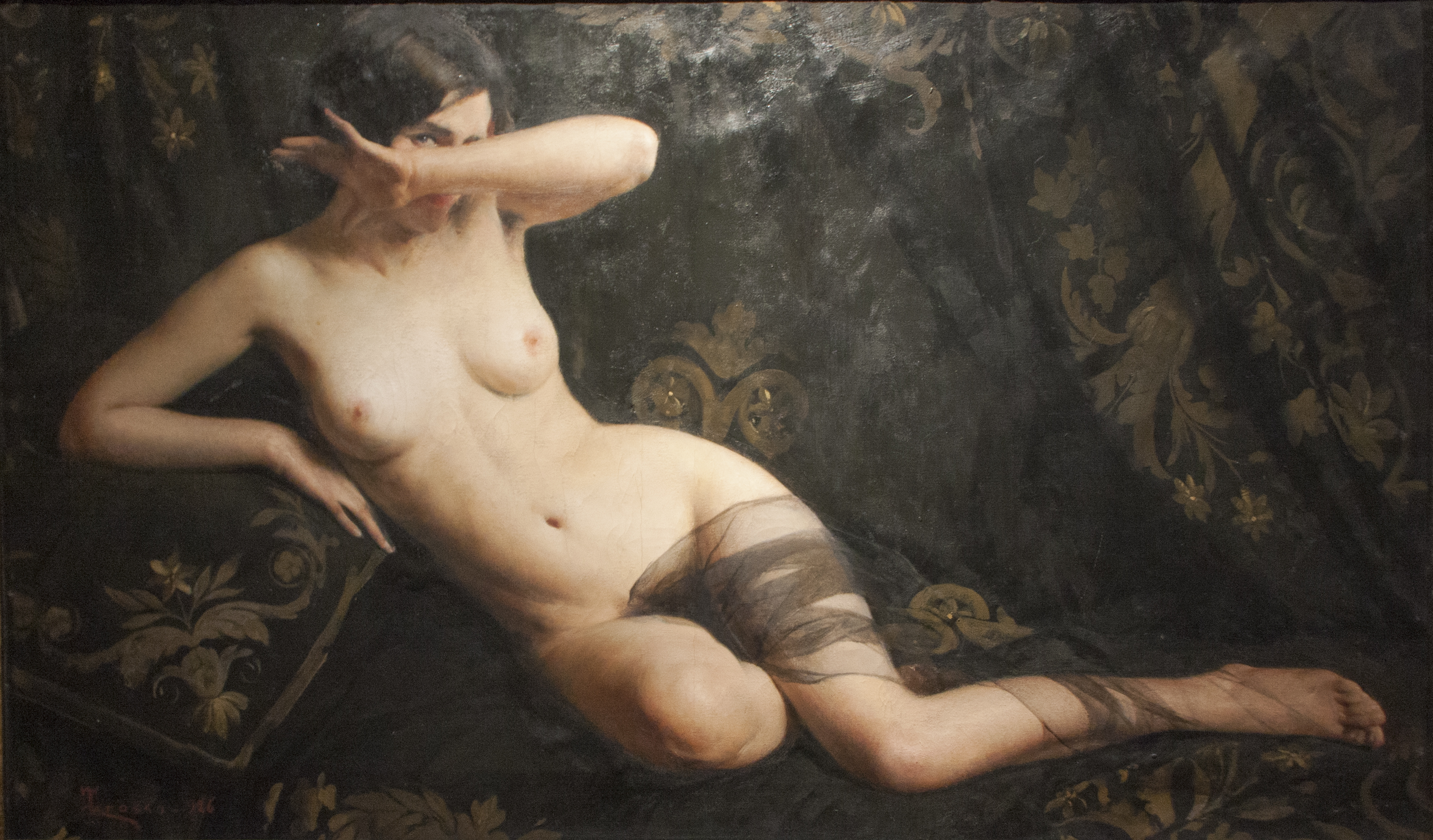
"Sorpresa" Galleria d'Arte Moderna (Palermo)

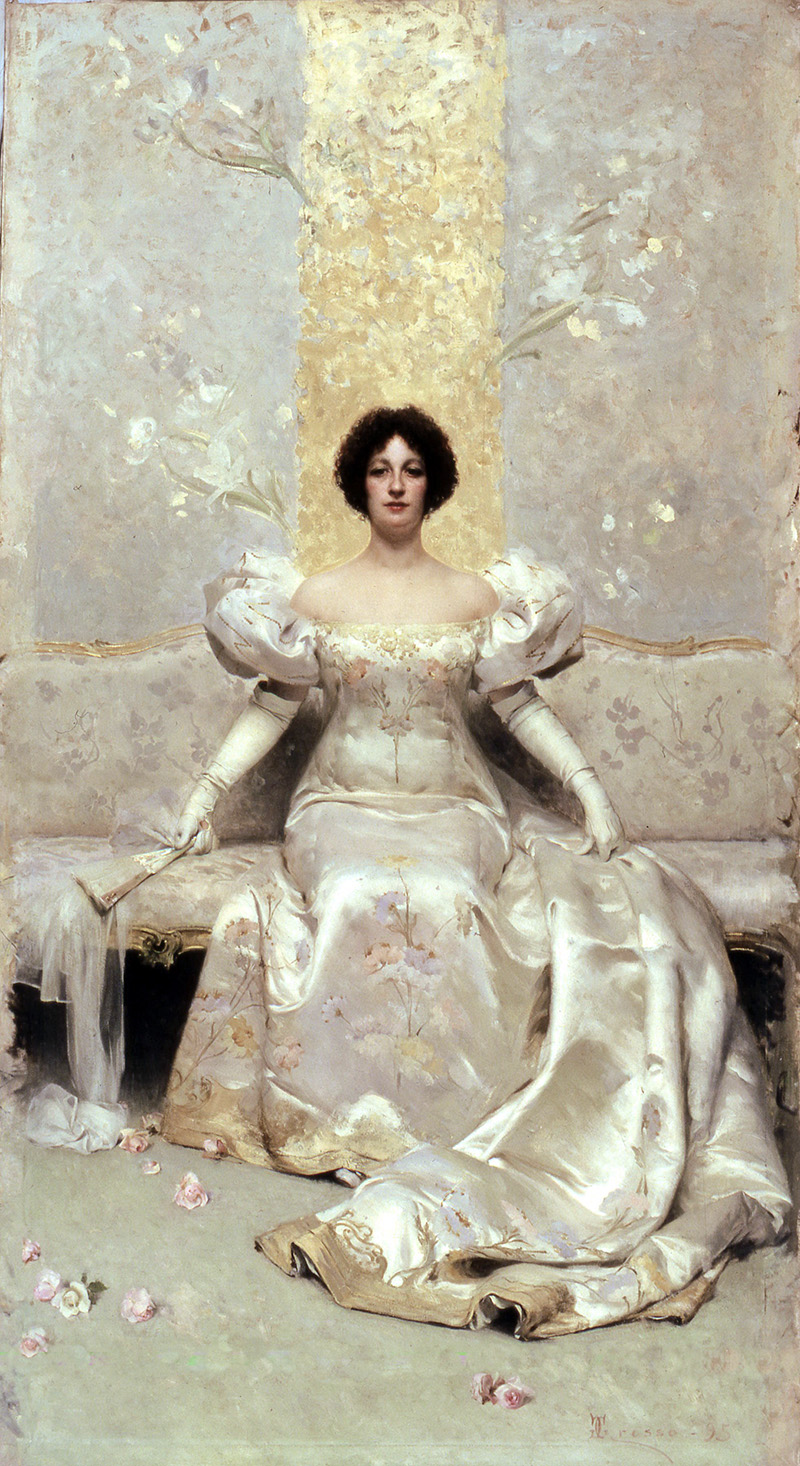
女性像 (1895) Palazzo Mazzetti
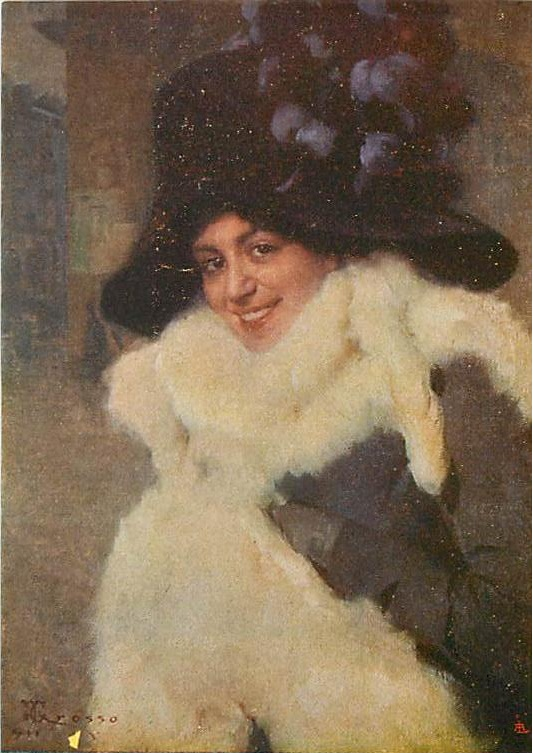
微笑
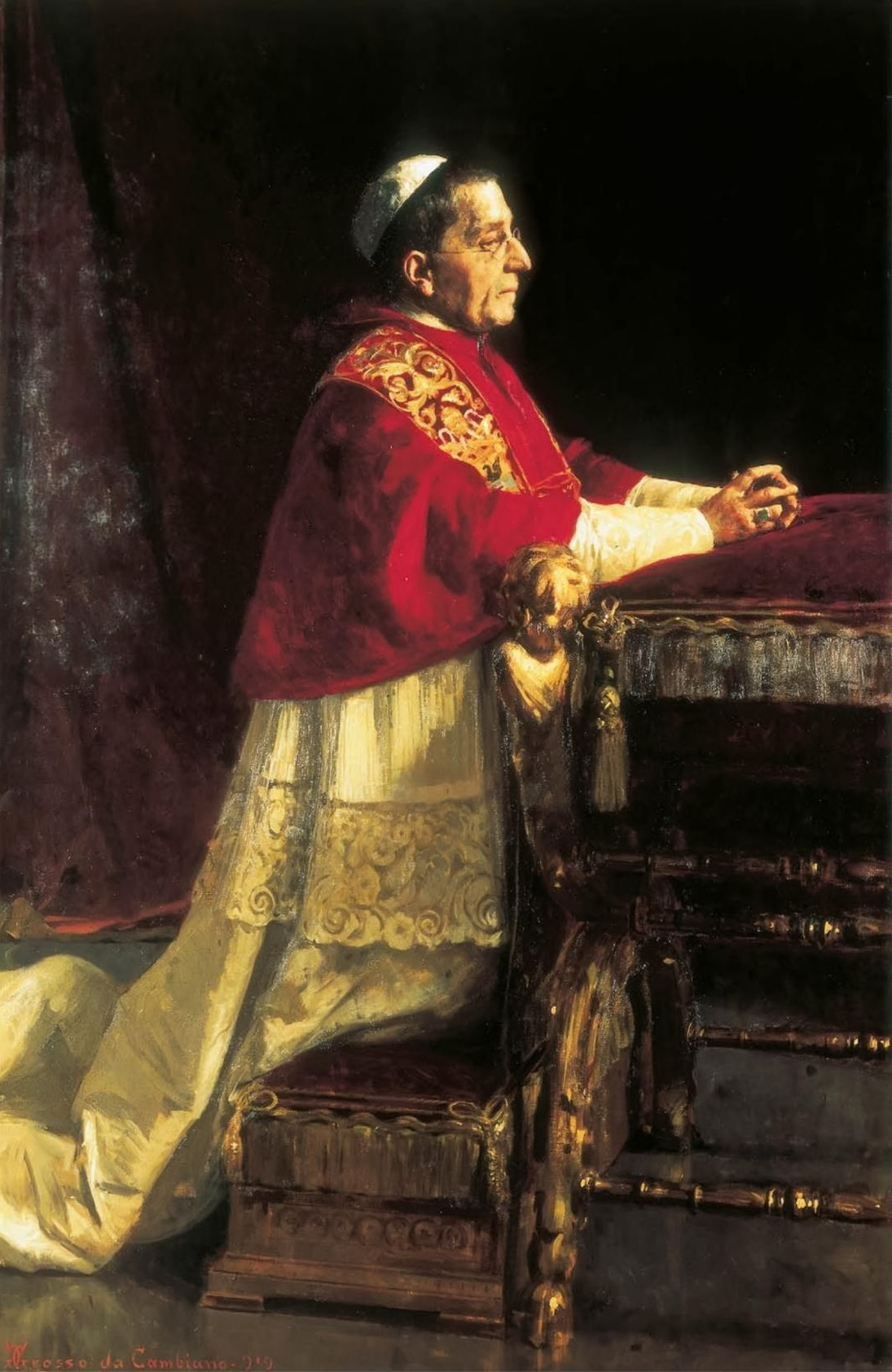
ベネディクトゥス15世 (ローマ教皇)　(1921) ガンドルフォ城
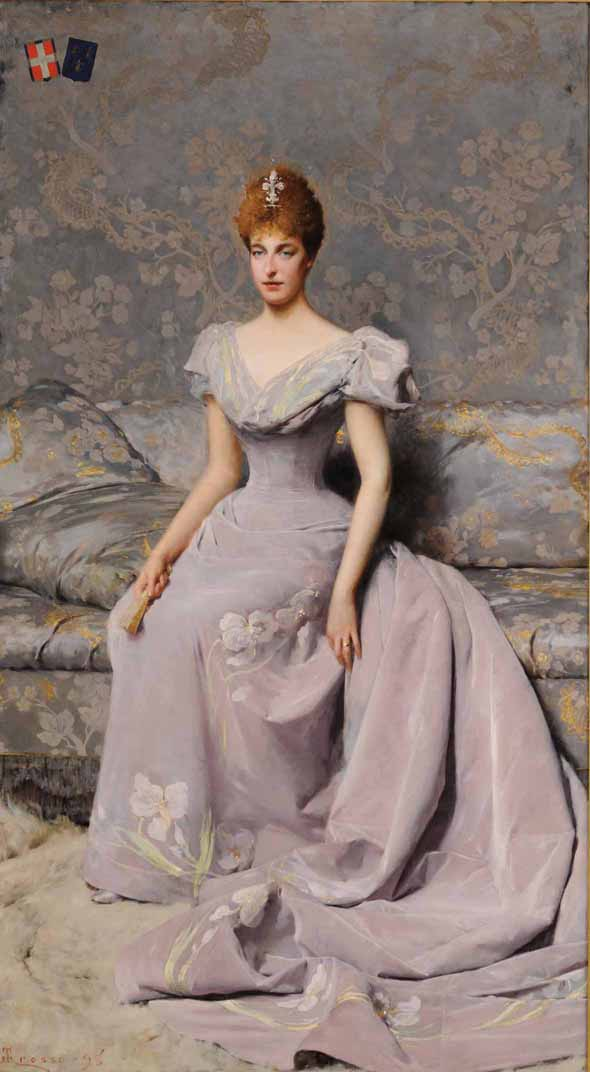
アオスタ公妃 エレナ・ドルレアンス (1899)